# Bildindex der Kunst und Architektur
Bildindex der Kunst und Architektur je odprta spletna baza z 2,2 milijona fotografij 1,7 milijona umetniških del in arhitekturnih predmetov. Lastnik/upravljavec te zbirke podatkov je Nemški dokumentacijski center za umetnostno zgodovino, prej poznan kot Bildarchiv Foto Marburg.
Poleg lastnih fotografij je na spletu na voljo tudi približno milijon slik iz 50 partnerskih ustanov. Vse slike ne vsebujejo nemških objekte. Med letoma 1977 in 2008 je Bildarchiv Foto Marburg na mikrofišu objavil 1,4 milijona fotografij iz 15 različnih institucij kot "Marburgerjev indeks - seznam umetniških del v Nemčiji". 